# Kristen Gutoskie
Kristen Lee Gutoskie (23 de agosto de 1985) é uma atriz, modelo, cantora e compositora canadense. É mais conhecida por seus papéis como Katie Frank (Containment), Seline (The Vampire Diaries), Molly (Lethal Weapon) e Beth (The Handmaid's Tale).

## Carreira de atriz
Em 1997, Kristen começou a atuar aos 12 anos de idade e, desde então, ela vem participando de diversos filmes independentes para festivais, séries de televisão e filmes. Venceu diversas competições como cantora solo e em grupos de dança.
Os seus principais trabalhos foram para os canais E4, ABC, A&E, The CW, CBC e Global TV.
Além da arte, é conhecida por trabalhos voluntários em ONG's.
Em 2015, ganhou destaque após protagonizar a série apocalíptica Containment. No ano seguinte, fez uma participação especial na famosa série de televisão estadunidense The Vampire Diaries, do canal The CW, ao interpretar a sereia Seline, uma das antagonistas da 8ª temporada, durante 9 episódios.

## Filmografia
| Ano  | Titulo                               | Papel        | Notas         |
| ---- | ------------------------------------ | ------------ | ------------- |
| 1999 | Restless Spirits                     | Filha Coli   |               |
| 2002 | "Verdict in Blood"                   | Leah         | TV Filme      |
| 2009 | "Recession Dating"                   | Janet        | Curta         |
| 2009 | "Manson, My Name Is Evil"            |              | Não creditada |
| 2011 | "Moon Point"                         | Sarah Cherry |               |
| 2011 | "Blink"                              |              | Curta         |
| 2013 | "That's So Relatable: Soon or Later" | Amber        |               |
| 2013 | "Playground of Dreams"               | Audrey       | Curta         |
| 2014 | "Instagram: A Caption Story"         |              | Curta         |
| 2015 | "5PiX"                               |              | Curta         |
| 2016 | "The Dust Storm"                     | Nora         | Protagonista  |
| 2021 | "Jonesin'"                           | Gina         | Protagonista  |

| Ano             | Titulo                     | Papel              | Notas                                    |
| --------------- | -------------------------- | ------------------ | ---------------------------------------- |
| 2000            | Real Kids, Real Adventures | Sherry Dicker      | 1 episódio                               |
| 2001            | In a Heartbeat             | Donna              | 1 episódio                               |
| 2000-2001       | System Crash               |                    | 2 episódios                              |
| 2010            | Pure Pwnage                | Femme Fatale       | 1 episódio                               |
| 2009-2010       | Aaron Stone                | Beth               | 2 episódios                              |
| 2011            | Agentes Fora da Lei        | Rose               | 1 episódio                               |
| 2011            | Rookie Blue                | Miranda            | 1 episódio                               |
| 2010-2011       | A Vida de Erica            | Georgie Giacomelli | 2 episódios                              |
| 2011            | Originals                  | Trish              | 9 episódios                              |
| 2011-2012       | Beaver Falls               | Rachael            | 12 episódios                             |
| 2013            | Republic of Doyle          | Kyla MacRury       | 3 episódios                              |
| 2016-2017       | Relationship Status        | Pembrooke          | 9 episódios                              |
| 2016            | Containment                | Katie Frank        | 12 episódios                             |
| 2016-2017       | The Vampire Diaries        | Seline             | Antagonista; 8ª temporada em 9 episódios |
| 2017 - presente | The Handmaid's Tale        | Beth               | Recorrente - 1ª e 3ª temporada           |
| 2017            | Lethal Weapon              | Molly Hendrick     | Recorrente - 2ª temporada                |
| 2018 - 2019     | Chicago Fire               | Chloe Allen        | Recorrente - 8ª temporada                |
| 2021            | Y: The Last Man            | Sonia              | 3 episódios                              |
| 2021            | Narcos: Mexico             | Dani               | 1 episódio                               |

### Como diretora
| Ano  | Titulo               | Notas               |
| ---- | -------------------- | ------------------- |
| 2015 | 5PiX                 | Produtora executiva |
| 2013 | Playground of Dreams | Produtora           |
| 2009 | Recession Dating     | Produtora           |

## Ligação externa
- Kristen Gutoskie. no IMDb.
- Kristen Gutoskie no X